# トキナー
株式会社トキナー（Tokina Corporation）は、かつて存在した日本の光学機器メーカー。所在地は東京都町田市。
1950年、東京光器製作所の名で、東京都新宿区にて川口伝吉が創業。トキナーというブランド名は1960年に、「トウキョウ」から「フォトキナ」（世界的な写真機器展示会）を目指すネーミングとして付けられた。1971年には社名をトキナー光学株式会社に変更、1974年にはフォトキナ初出展を果たした。
1994年、フィルターなどを販売するケンコーの子会社となって「トキナー光学」から「トキナー」に社名を変更。一眼レフカメラの交換レンズの製造およびセキュリティー用システム機器の取り扱いを行っていた。
2011年6月1日には同社と合併し株式会社ケンコー・トキナーとなったが、その後も同社の一眼レフカメラ用交換レンズのブランド名称として「トキナー」が使用されている。
デジタル一眼レフ用カメラのレンズの他、近年ではミラーレスカメラ用のレンズの製造・販売で多くのファンを持つブランドとなっている。

## オートフォーカスレンズ製品一覧

### フルサイズセンサー対応レンズ
- AT-X 17-35 F4 PRO FX - 12群13枚。最短撮影距離0.28m。アタッチメントφ82mmねじ込み。対応マウントはキヤノンEF、ニコンF。
- atx-m 85mm F1.8 FE - 7群10枚。最短撮影距離0.8m。アタッチメントφ72mmねじ込み。対応マウントはソニーFE。
- atx-i 100mm F2.8 FF MACRO - 8群9枚。最短撮影距離0.3m。アタッチメントφ55mmねじ込み。対応マウントはキヤノンEF、ニコンF。
- opera 16-28mm F2.8 FF - 13群15枚。最短撮影距離0.28m。アタッチメント装着不可。対応マウントはキヤノンEF、ニコンF。
- opera 50mm F1.4 FF - 9群15枚。最短撮影距離0.4m。アタッチメントφ72mmねじ込み。対応マウントはキヤノンEF、ニコンF。
- FíRIN 20mm F2 FE MF - 11群13枚。最短撮影距離0.28m。アタッチメントφ62mmねじ込み。対応マウントはソニーFE。
- FíRIN 20mm F2 FE AF - 11群13枚。最短撮影距離0.28m。アタッチメントφ62mmねじ込み。対応マウントはソニーFE。
- FíRIN 100mm F2.8 FE MACRO - 8群9枚。最短撮影距離0.3m。アタッチメントφ55mmねじ込み。対応マウントはソニーFE。

### APS-Cセンサー対応レンズ
- SZ 8mm F2.8 FISH-EYE MF - 9群11枚。最短撮影距離0.10m。対応マウントはソニーE、FUJIFILM X。
- atx-m 23mm F1.4 PLUS - 10群11枚。最短撮影距離0.30m。アタッチメントφ52mmねじ込み。対応マウントはソニーFE。
- AT-X 107 DX Fisheye - 10-17mmF3.5-4.5。8群10枚。最短撮影距離0.14m。アタッチメント装着不可。フィッシュアイレンズ。対応マウントはキヤノンEF、ニコンF。
- AT-X 116 PRO DX II - 11群13枚。最短撮影距離0.3m。アタッチメントφ77mmねじ込み。対応マウントはキヤノンEF、ニコンF、ソニーA。
- atx-i 11-16mm F2.8 CF PLUS - 11群13枚。最短撮影距離0.3m。アタッチメントφ77mmねじ込み。対応マウントはキヤノンEF、ニコンF。
- atx-m 11-18mm F2.8 E -  11群13枚。最短撮影距離0.19m。アタッチメントφ67mmねじ込み。対応マウントはソニーFE。
- atx-i 11-20mm F2.8 CF PLUS - 12群14枚。最短撮影距離0.28m。アタッチメントφ82mmねじ込み。対応マウントはキヤノンEF、ニコンF。
- AT-X 11-20 PRO DX - 12群14枚。最短撮影距離0.28m。アタッチメントφ82mmねじ込み。対応マウントはキヤノンEF、ニコンF。
- AT-X 14-20 F2 PRO DX - 11群13枚。最短撮影距離0.28m。アタッチメントφ82mmねじ込み。対応マウントはキヤノンEF、ニコンF。
- SZ 300mmPRO Reflex F7.1 MF CF - 8群8枚。最短撮影距離0.92m。マニュアルフォーカス、ミラーレンズ。対応マウントはソニーE、FUJIFILM X、Canon EF-M。
- SZ 600mmPRO Reflex F8 MF CF - 8群8枚。最短撮影距離0.92m。マニュアルフォーカス、ミラーレンズ。対応マウントはソニーE、FUJIFILM X、Canon EF-M。
- SZ 300mmPRO Reflex F7.1 MF CF - 8群8枚。最短撮影距離1.77m。マニュアルフォーカス、ミラーレンズ。対応マウントはソニーE、FUJIFILM X、Canon EF-M。
- SZ 900mmPRO Reflex F11 MF CF - 8群8枚。最短撮影距離2.61m。マニュアルフォーカス、ミラーレンズ。対応マウントはソニーE、FUJIFILM X、Canon EF-M。

## かつて発売されていたレンズ製品一覧

### AT-Xシリーズ
高級なレンズという位置づけのシリーズで、ADVANCED TECHNOLOGY-Xの略である。
- AT-X17 - 17mmF3.5。
- AT-XM90 - 90mmF2.5マクロ。7群8枚。最短撮影距離0.39（専用エクステンダー併用時0.35）m。アタッチメントφ58mmねじ込み。アメリカのビビターシリーズ1の製造を請け負っていたが、AT-Xシリーズ最初の製品としてトキナーブランドでも発売されたもの。単体で1/2倍までの接写が可能、3群3枚の専用マクロエクステンダーを併用すれば等倍での接写が可能である。
- AT-X300（1987年発売）- 300mmF2.8。7群9枚。最短撮影距離2.4m。フィルターは後部φ35.5mmねじ込み。レンズメーカー製としてはタムロンに次ぐ「サンニッパ」。
- AT-X240 - 24-40mmF2.8。13群17枚。最短撮影距離0.4m。アタッチメントφ72mmねじ込み。
- AT-X270 - 28-70mmF2.8。広角側28mmの大口径標準ズームとして最初の製品となり、大ヒットした。
- AT-X235 - 28-135mmF4-4.6。12群18枚。最短撮影距離1.5（マクロ時0.5）m。アタッチメントφ67mmねじ込み。
- AT-X357 - 35-70mmF2.8。10群13枚。最短撮影距離0.6m。アタッチメントφ62mmねじ込み。
- AT-X285 - 28-85mmF3.5-4.5。10群15枚。最短撮影距離0.9（マクロ時0.334）m。アタッチメントφ62mmねじ込み。
- AT-X352 - 35-200mmF3.5-4.5。13群16枚。最短撮影距離1.6（マクロ時0.288）m。アタッチメントφ67mmねじ込み。
- AT-X525 - 50-250mmF4-5.6。11群14枚。最短撮影距離1.8（マクロ時0.243）m。アタッチメントφ55mmねじ込み。
- AT-X120（1985年発売） - 60-120mmF2.8。11群14枚。最短撮影距離1.2m。アタッチメントφ55mmねじ込み。ポートレート専用ズームを謳いその特異性で新品当時こそあまり売れなかったが後に話題を呼び中古品が高値で取引された。
- AT-X828 - 80-200mmF2.8。最短撮影距離1.8m。アタッチメントφ77mmねじ込み。このスペックで2番目[3]であるが、事実上最初の製品であり、このスペックが一般化するきっかけとなった。
- AT-X100 - 100～300mmF4。12群16枚。最短撮影距離2m。アタッチメントφ77mmねじ込み。
- AT-X150 - 150～500mmF5.6。13群15枚。最短撮影距離2.5m。フィルターは後部φ35.5mmねじ込み。

### AT-X AFシリーズ
AT-Xシリーズのオートフォーカスレンズ。
- AT-X17AF - 17mmF3.5。
- AT-XM100AF - 100mmF2.8マクロ。
- AT-X300AF - 300mmF2.8。
- AT-X300AF II - 300mmF2.8。
- AT-X304AF - 300mmF4。
- AT-X400AF - 400mmF5.6。
- AT-X240AF - 24-40mmF2.8。
- AT-X270AF - 28-70mmF2.8。
- AT-X828AF - 80-200mmF2.8。
- AT-X840AF - 80-400mmF4.5-5.6。
- AT-X340AF - 100-300mmF4。

### AT-X DXシリーズ
デジタル一眼レフ専用レンズ。
- AT-X16.5-135DX - 16.5-135mmF3.5-5.6。12群15枚。最短撮影距離0.5m。アタッチメントφ77mmねじ込み。

### AT-X PROシリーズ
1994年にAT-Xシリーズの上位シリーズとして登場した。オートフォーカス時にフォーカスリングが回転しないフォーカスリングフリー機構が採用されている。なお、オートフォーカスとマニュアルフォーカスの切り替え操作は設計時期によって差異があり、初期のモデルはフォーカスリングを手前に引きながらリングが固定されるくぼみを見つけなければならない上に、切り替えには別途フォーカスモード切替スイッチを切り替える必要があった。その後のレンズには、同機構の進化版であるワンタッチフォーカスクラッチ機構が採用されており、どの位置からでもフォーカスリングを手前に引くだけで切り替えることができる。
- AT-X 270AF PRO - 28-70mmF2.8。アンジェニューにOEM供給していたレンズのデザインを取り入れた。
- AT-X 235AF PRO - 20-35mmF2.8。11群15枚、フィルター径77mm。対応マウント：キヤノンEF、ニコンF、ソニーA、ペンタックスK。
- AT-X M100 PRO D - 8群9枚、フィルター径72mm。対応マウントはキヤノンEF、ニコンF。
- AT-X 16-28 F2.8 PRO FX - 13群15枚、フィルター径77mm。対応マウントはキヤノンEF、ニコンF。
- AT-X 24-70mm F2.8 PRO FX - 11群15枚、フィルター径82mm。対応マウントはキヤノンEF、ニコンF。
- AT-X 70-200mm F4 PRO FX VCM-S - 14群19枚、フィルター径67mm。対応マウントはニコンF。

### AT-XプロDXシリーズ
デジタル一眼レフ専用レンズ。APS-Cサイズ相当の受像素子に合わせた設計により小型・軽量化。ワンタッチフォーカスクラッチ機構採用。
- AT-XM35プロDX - 35mmF2.8マクロ。8群9枚。最短撮影距離0.14m。アタッチメントφ52mmねじ込み。
- AT-X116プロDX - 11-16mmF2.8。非球面レンズ2枚、超低分散ガラス2枚を含む11群13枚。最短撮影距離0.14m。アタッチメントφ77mmねじ込み。
- AT-X124プロDX - 12-24mmF4。非球面レンズ2枚、超低分散ガラス1枚を含む11群13枚。最短撮影距離0.3m。アタッチメントφ77mmねじ込み。
- AT-X124プロDX II - 12-24mmF4。非球面レンズ2枚、超低分散ガラス1枚を含む11群13枚。最短撮影距離0.3m。アタッチメントφ77mmねじ込み。
- AT-X165プロDX - 16-50mmF2.8。12群15枚。最短撮影距離0.3m。アタッチメントφ77mmねじ込み。
- AT-X535プロDX - 50-135mmF2.8。14群18枚。最短撮影距離1m。
- AT-X 12-28 PRO DX - 12群14枚。最短撮影距離0.25m。対応マウントはキヤノンEF、ニコンF。

### AFシリーズ
オートフォーカスレンズ群。
- AF235 - 20-35mmF3.5-4.5。
- AF235II - 20-35mmF3.5-4.5。
- AF270 - 28-70mmF3.5-4.5。
- AF270II - 28-70mmF3.5-4.5。
- AF287 - 28-70mmF2.8-4.5。
- AF205 - 28-105mmF3.5-4.5。
- AF282 - 28-200mmF3.5-5.3。
- AF370 - 35-70mmF3.5-4.6。
- AF370II - 35-70mmF3.5-4.6。
- AF352 - 35-200mmF4-5.6。
- AF353 - 35-300mmF4.5-5.6。
- AF630 - 60-300mmF4-5.6。
- AF210 - 70-210mmF4-5.6。
- AF210II - 70-210mmF4-5.6。
- AF745 - 70-210mmF4.5。
- AF730 - 75-300mmF4.5-5.6。
- AF730II - 75-300mmF4.5-5.6。

### EMZシリーズ
普及レンズ群。
- EMZ280AF - 28-80mmF3.5-5.6。
- EMZ282AF - 28-210mmF3.5-5.6。
- EMZ130AF - 100-300mmF5.6-6.7。

### Sシリーズ
マニュアルフォーカスレンズ群。単焦点レンズはSL、ズームレンズはSZ、マクロ機構付きズームレンズはSMZ。
- SL17 - 17mmF3.5。9群11枚。最短撮影距離0.25m。アタッチメントφ67mmねじ込み。
- SL24 - 24mmF2.8。8群8枚。最短撮影距離0.27m。アタッチメントφ52mmねじ込み。
- SL24N - 24mmF2.8。
- SL28 - 28mmF2.8。7群7枚。最短撮影距離0.3m。アタッチメントφ52mmねじ込み。
- SL35 - 35mmF2.8。5群6枚。最短撮影距離0.35m。アタッチメントφ52mmねじ込み。
- SL135 - 135mmF2.8。4群5枚。最短撮影距離1.5m。アタッチメントφ52mmねじ込み。
- SL200 - 200mmF3.5。4群5枚。最短撮影距離2.5m。アタッチメントφ58mmねじ込み。
- SL300 - 300mmF5.6。3群6枚。最短撮影距離4.5m。アタッチメントφ58mmねじ込み。
- SL400 - 400mmF5.6。5群8枚。最短撮影距離4m。アタッチメントφ72mmねじ込み。
- SL400N - 400mmF5.6。5群8枚。最短撮影距離4m。アタッチメントφ72mmねじ込み。
- SZ25 - 25-50mmF4。10群10枚。最短撮影距離0.5m。アタッチメントφ55mmねじ込み。
- SMZ270 - 28-70mmF3.5-4.5。8群9枚。最短撮影距離0.7（マクロ時0.35）m。アタッチメントφ62mmねじ込み。
- SZ-X370 - 35-70mmF3.5-4.6。
- SZ-X630 - 60-300mmF4-5.6。9群13枚。最短撮影距離2m。1:4マクロ　アタッチメントφ72mmねじ込み。
- SZ357 - 35-70mmF4。7群7枚。最短撮影距離0.6m。アタッチメントφ55mmねじ込み。
- SMZ105 - 35-105mm3.5-4.3。13群16枚。最短撮影距離1.6（マクロ時0.135）m。アタッチメントφ55mmねじ込み。
- SMZ305 - 35-105mm3.5-4.5。14群15枚。最短撮影距離1.4（マクロ時0.667）m。アタッチメントφ55mmねじ込み。
- SMZ135 - 35-135mm4-4.5。14群16枚。最短撮影距離1.6（マクロ時0.3）m。アタッチメントφ58mmねじ込み。
- SMZ335 - 35-135mm3.5-4.5。14群16枚。最短撮影距離1.5（マクロ時0.775）m。アタッチメントφ55mmねじ込み。
- SMZ520 - 50-200mm3.5-4.5。11群14枚。最短撮影距離1.5（マクロ時0.8）m。アタッチメントφ62mmねじ込み。
- SZ210 - 70-210mmF3.5。10群14枚。最短撮影距離1.4m。アタッチメントφ62mmねじ込み。
- SZ-X210 - 70-210mmF4-5.6。8群12枚。最短撮影距離1.1m。アタッチメントφ52mmねじ込み。
- SZ820 - 80-200mmF4。9群12枚。最短撮影距離1.9m。アタッチメントφ55mmねじ込み。
- SMZ845 - 80-200mmF4.5。9群12枚。最短撮影距離2（マクロ時0.44）m。アタッチメントφ52mmねじ込み。
- SZ-X200 - 80-200mmF4.5-5.6。
- SZ10 - 100-300mmF5.6。9群14枚。最短撮影距離1m。アタッチメントφ55mmねじ込み。
- SZ10N - 100-300mmF5.6。9群14枚。最短撮影距離1m。アタッチメントφ55mmねじ込み。

### Tシリーズ
自動絞りを持たないレンズ群。反射望遠レンズはTM。
- TM500 - 500mmF8。2群7枚。最短撮影距離1.5m。絞りはない。フィルターは後部φ35.5mmねじ込み。
- T600 - 600mmF8。3群3枚。最短撮影距離10m。絞りはプリセット。マウントは交換式。フィルターは後部φ37.5mm枠なし。
- T800 - 800mmF8。4群4枚。最短撮影距離18m。絞りはプリセット。マウントは交換式。フィルターは後部φ37.5mm枠なし。

### マイクロフォーサーズ用レンズ
- Reflex 300mm F6.3 MF MACRO - 4群7枚。最短撮影距離0.8m。絞りはない。フィルターはφ55mmねじ込み。

## セキュリティー用システム機器
CCTVレンズや火災報知機、ドームカメラ、その他コントローラーやハウジングなどのアクセサリーを取り扱っている。